# Emilio Mendogni
Emilio Mendogni was een Italiaans motorcoureur. 

## Carrière
Emilio Mendogni reed zijn eerste race in Parma in 1948, toen hij pas zestien jaar oud was. In dat jaar toonde hij al dat hij een goed coureur was, maar hij schortte zijn carrière toch op tot 1950 omdat hij eigenlijk "illegaal" racete. De minimum leeftijd was achttien jaar. 

### 1950
In 1950 startte hij in de Milaan-Taranto-race met een 125cc-Moto Morini tweetakt. Hij finishte in zijn categorie als negende. Aan het eind van dat jaar won hij een race in Emilia. Daardoor viel hij op bij Alfonso Morini, de directeur van de Fabbrica Italiana Motocicli Morini. Die bood hem een contract aan voor 1951.

### 1951
In het seizoen 1951 debuteerde hij op 25 april als fabriekscoureur van Moto Morini in Modena. Hij had nog geen seniorenlicentie en moest daarom dispensatie van de FMI krijgen om te mogen starten. Ondanks een val wist hij met de Moto Morini 125 Monoalbero te winnen. Daarbij versloeg hij grootheden als Carlo Ubbiali, Raffaele Alberti, Luigi Zinzani, Franco Bertoni en Guido Leoni. Tijdens de volgende race in Ferrara raakte hij betrokken bij het ongeluk waarbij Alberti en Leoni het leven verloren. Alfonso Morini stuurde hem naar de TT van Assen om zijn geluk in het wereldkampioenschap wegrace te beproeven. Mendogni finishte daar als zesde ondanks technische problemen en hij scoorde dus meteen een WK-punt. In de GP des Nations op Monza werd hij door technische problemen slechts tiende, maar hij sloot het Italiaans kampioenschap als derde af. 

### 1952
Het seizoen 1952 begon niet goed omdat de Moto Morini 125 Monalbero in het Italiaans kampioenschap niet goed kon meekomen. Halverwege het seizoen werd dat beter, maar in de TT van Assen viel Mendogni uit door motorproblemen. In de laatste twee GP's, de GP des Nations en de GP van Spanje, sloeg Mendogni echter toe: hij won beide races, terwijl de hele wereldtop daar toch meereed. Door die twee overwinningen eindigde hij als derde in de 125cc-eindstand. 

### 1953
Voor het seizoen 1953 kreeg hij aanbiedingen van MV Agusta (sterk in de 125- en de 250cc-klasse) en Moto Guzzi (sterk in de 250- en de350cc-klasse), maar hij wees ze allebei af. Toch zette Moto Morini hem vooral in Italiaanse races in. Daarvan won hij de openingsrace in Imola. In het WK trad hij pas weer in de GP des Nations aan, waar hij de eindsprint verloor van Werner Haas (NSU) met slechts 0,4 seconde. 

### 1954, 1955 en 1956
In 1954 konden de OHC-Moto Morini 125 Monobalbero en de Mondial 125 Monoalbero niet langer opboksen tegen de DOHC-NSU Rennfox en de MV Agusta 125 Bialbero. Morini besloot de 125cc-klasse te laten voor wat ze was en in te stappen in het nieuwe Italiaanse 175cc-kampioenschap. Hier werd Emilio Mendogni Italiaans kampioen.
In 1955 en 1956 concentreerde Moto Morini zich op het Italiaanse 175cc-kampioenschap en de lange-afstandraces zoals Milaan-Taranto en de Motogiro d'Italia, die Mendogni in beide jaren won met de nieuwe Moto Morini 175 Rebello. 

### 1957
In het seizoen 1957 keerde Morini terug in het wereldkampioenschap wegrace met een nieuwe 250cc-eencilinder, de Moto Morini 250 Bialbero met dubbele bovenliggende nokkenas, maar opnieuw alleen in de GP des Nations, waar Mendogni op de vierde plaats liggend uitviel. 

### 1958
In de winter werd de betrouwbaarheid van de 250 Bialbero verbeterd en Emilio Mendogni won er de Coppa d'Oro Shell mee. Met teamgenoot Gianpiero Zubani startte hij in de GP des Nations, waarin ze eerste en tweede werden. 

### 1959
De prestaties uit 1958 motiveerden Moto Morini om in het seizoen 1959 in meer WK-races te starten. Mendogni won eerst nog de voorjaarsrace in Modena en de Coppa d'Oro Shell. In de GP van Duitsland werd Mendogni tweede met slechts 0,3 seconde achterstand op Carlo Ubbiali (MV Agusta). Hier kreeg ook Libero Liberati een Morini, waarmee hij vierde werd. Tijdens de TT van Assen werd Mendogni gediskwalificeerd omdat hij met draaiende motor getankt had. De twee machine werd nu bestuurd door Derek Minter, die derde werd. In de GP des Nations werd Mendogni derde, Minter in dezelfde tijd vierde terwijl Zubani uitviel. De relatie tussen Mendogni en Moto Morini was echter verslechterd. In al die jaren had hij slechts één keer geen punten gescoord terwijl hij wel gefinisht was en dit seizoen was ook weer halfslachtig geweest, met deelname aan slechts drie van de zes GP's. Aan het einde van het seizoen tekende Mendogni dan ook bij MV Agusta.

### 1960
In het seizoen 1960 trad hij aan als MV-Agusta fabriekscoureur met de MV Agusta 500 4C en als teamgenoten John Surtees en Remo Venturi. Hij debuteerde met een derde plaats in Cesenatico achter Surtees en Venturi en ook zijn WK-races waren goed met derde plaatsen in de TT van Assen en in de Duitse Grand Prix en een tweede plaats in de GP des Nations. Hij sloot het seizoen af als vijfde in de WK-stand.
In het seizoen 1961 krom MV Agusta haar race-activiteiten drastisch in. De 125- en de 250cc-klasse werden helemaal losgelaten en in de 500cc-klasse was er nog maar een fabriekscoureur: John Surtees. Na een paar wedstrijden werd die zelfs officieel privérijder en werden de machines omgedoopt tot "MV Privat". Morini had ook nog maar een fabriekscoureur: Tarquinio Provini, die van MV Agusta kwam en feitelijk zijn zitje met Mendogni had geruild. Er waren feitelijk geen Italiaanse merken meer actief in het WK en Emilio Mendogni besloot zijn carrière te beëindigen.
In 1964 reed hij wel nog enkele nationale races voor MV Agusta met 250- en 500cc-machines. Met de MV Agusta 500 4C won hij zelfs ondanks een val in Cervia. 
Hij trad in dienst van Autobianchi als monteur, maar werd uiteindelijk testmanager en technisch manager. Hierna werkte hij bij Iso Rivolta tot aan de sluiting van de fabriek in 1970. Hij bleef wel deelnemen aan wedstrijden met klassieke racers tot hij in 2008 na een kort ziekbed overleed. 

## Wereldkampioenschap wegrace resultaten
(Races in cursief geven de snelste ronde aan)
| Jaar | Klasse | Team        | Motorfiets     | 1     | 2     | 3     | 4       | 5       | 6       | 7     | 8      | 9       | Punten | Plaats | Overwinningen |                                           | Wereldkampioen |
| ---- | ------ | ----------- | -------------- | ----- | ----- | ----- | ------- | ------- | ------- | ----- | ------ | ------- | ------ | ------ | ------------- | ----------------------------------------- | -------------- |
| 1951 | 125 cc | Moto Morini | 125 Monoalbero | SPA - |       | IOM - |         | NED 6   |         | ULS - | NAT 10 |         | 1      | 14e    | 0             | Carlo Ubbiali, Mondial 125 Bialbero       |                |
| 1952 | 125 cc | Moto Morini | 125 Monoalbero |       |       | IOM - | BEL -   | NED DNF | FRA -   | ULS 1 | NAT 1  |         | 16     | 3e     | 2             | Cecil Sandford, MV Agusta 125 Bialbero    |                |
| 1953 | 125 cc | Moto Morini | 125 Monoalbero | IOM - | NED - |       | DUI -   |         | ULS -   |       | NAT 2  | SPA DNF | 6      | 7e     | 0             | Werner Haas, NSU Rennfox                  |                |
| 1957 | 250 cc | Moto Morini | 250 Bialbero   | DUI - | IOM - | NED - | BEL -   | ULS -   | NAT DNF |       |        |         | 0      | -      | 0             | Cecil Sandford Mondial 250 Bialbero       |                |
| 1958 | 250 cc | Moto Morini | 250 Bialbero   | IOM - | NED - |       | DUI -   | ZWE -   | ULS -   | NAT 1 |        |         | 8      | 6e     | 1             | Tarquinio Provini, MV Agusta 250 Bialbero |                |
| 1959 | 250 cc | Moto Morini | 250 Bialbero   |       | IOM - | DUI 2 | NED DSQ |         | ZWE -   | ULS - | NAT 3  |         | 10     | 6e     | 0             | Carlo Ubbiali, MV Agusta 250 Bicilindrica |                |
| 1960 | 500 cc | MV Agusta   | 500 4C         | FRA - | IOM - | NED 3 | BEL 6   | DUI 3   | ULS -   | NAT 2 |        |         | 15     | 5e     | 0             | John Surtees, MV Agusta 500 4C            |                |